# ガストン・タリー

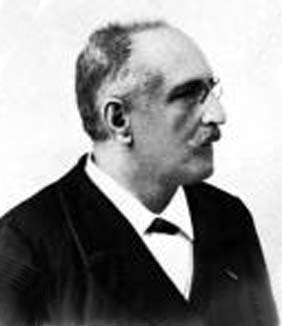
ガストン・タリー

ガストン・タリー（Gaston Tarry、1843年9月27日 - 1913年6月21日）は、フランスの数学者。
1843年アヴェロン県のヴィルフランシュ＝ド＝ルエルグで生まれ、高校で数学を学んだ後アルジェリアの公務員に加わった。
アマチュアながら数学を研究し、最も有名な業績は、1901年に6×6のグレコ＝ラテン方格（Graeco-Latin square Thirty-six officers problem）が不可能であるというレオンハルト・オイラーの予想を証明したことである。    